# Meat Beat Manifesto
Meat Beat Manifesto (auch Meat Beat oder MBM) ist eine Elektronische-Musik-Gruppe, die von Jack Dangers und Jonny Stephens in Swindon, Vereinigtes Königreich, 1987 gegründet wurde. Dies war zugleich die Heimatstadt der Band XTC, die Meat Beat Manifesto Starthilfe gab. Die Band wird von einigen Künstlern als stilistisches Vorbild bezeichnet und als Quelle für Samples genutzt (am bekanntesten The Prodigy, Chemical Brothers und Future Sound of London). Meat Beat Manifesto war maßgeblich an der Entwicklung neuer Musikstile wie Trip-Hop, Big Beat und Drum and Bass/Jungle beteiligt.

## Bandgeschichte
John Stephen Corrigan alias Jack Dangers wuchs in Swindon, im Südwesten Englands, auf, wo er wie sein Vater in einem Maschinenfabrikkomplex arbeitete. Er hatte ein Faible für den Surrealismus und für Musik, die sonst niemand kannte und akzeptiert hätte. Mit Jonny Stephens traf er erstmals Mitte der 1980er Jahre in der Popband Perennial Divide zusammen. Die beiden versuchten sich 1987 außerhalb ihrer Band an weitergehenden Klangexperimenten, die 1988 dazu führten, Perennial Divide zu verlassen, um eine Platte aufzunehmen. Doch die Masterbänder wurden bei einem Studiobrand zerstört, bevor sie fertig produziert und veröffentlicht werden konnte.

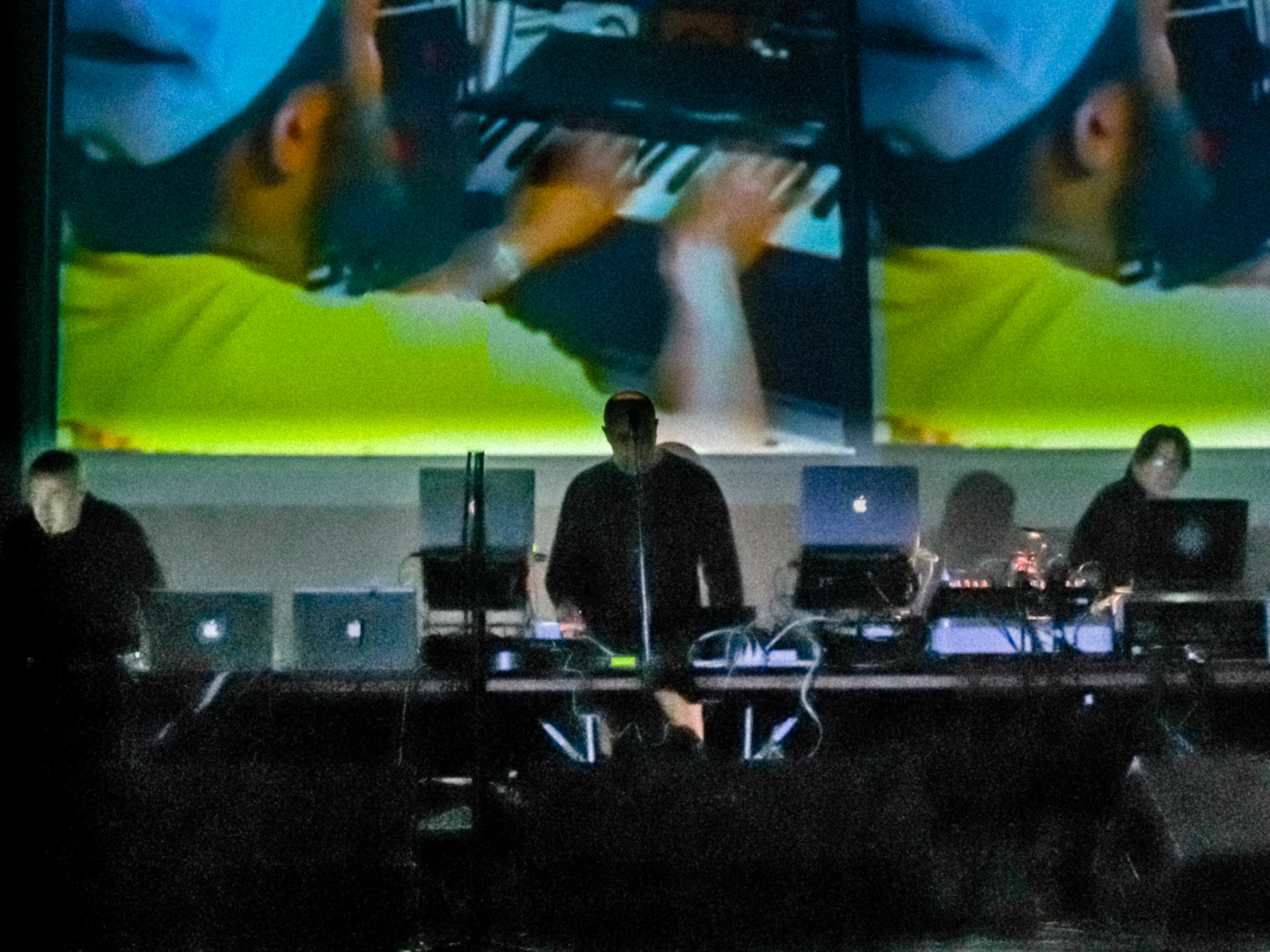
Liveauftritt von Meat Beat Manifesto, 2008

Für eine Reihe von Singles bedienten sich Dangers und Stephens aus dem täglichen Fernsehprogramm, indem sie Ausschnitte aus Fernsehsendungen und Werbespots sampelten, diese kombinierten und mit Hip-Hop-Beats und Dub-Grooves unterlegten, um Klanglandschaften entstehen zu lassen. Aus den eigenen Vorlagen entwickelten die Musiker Variationen, die sie zu einer Doppel-LP bündelten, wobei jede der vier Seiten einem Stück in seiner Variationsvielfalt zugedacht war. Hierbei ist das „Cut-up“-Verfahren, das in der Literatur von William S. Burroughs vervollkommnet worden war, auf den Sektor Musik angewendet worden, ein Bezug, den der Titel Storm the Studio herausstreicht, da er von Burroughs Figur Uranian Willy aus The Soft Machine stammt. Zusätzlich verbildlicht der Titel, wie die nur mit geringen Geldmitteln ausgestatteten Musiker ins Studio „hineinstürmten“ und ohne Zeitverlust loslegten.
Die ersten Auftritte glichen einer Revue. Bis zu 15 Akteure bevölkerten die Bühne. Es kristallisierte sich schnell ein Vier-Personen-Ensemble heraus, bestehend aus Multiinstrumentalist und Sänger Jack Dangers, Programmierer Jonny Stephens, Tänzer und Choreograf Marcus Adams sowie Bühnenbildner und Kostümdesigner Craig Morrison. Letzterer zog das Publikum mit seinen patentierten Spezialanfertigungen (manche fanden Eingang in das Museum of Modern Art) in seinen Bann. Er fertigte auch für Batmans Filmabenteuer „Körperverschalungen“ an. 1989 präsentierte Meat Beat Manifesto ihre Show in den USA. Die Band traf sich dort mit gleichgesinnten anderen Bands und schloss mit Consolidated und The Disposable Heroes of Hiphoprisy Freundschaften.
Als Reaktion auf den Ruf eine Industrial-Band zu sein, veröffentlichte sie im Mai 1990 99%, eine mehr Techno-lastige LP. Im August desselben Jahres wurde auch Armed Audio Warfare veröffentlicht; hier wurden die vom Feuer vernichteten Titel des eigentlichen Debütalbums aus Rohfassungen neu hergerichtet oder in Neueinspielungen rekonstruiert. Für Nine Inch Nails eröffnete Meat Beat Manifesto in den USA deren erste große Tournee. In Deutschland trat die Band in der Besetzung Jack Dangers (Gesang, Sampling), Greg Recch (DJing), Marcus Adams (Tanz), Craig Morrison (Ausstattung) auf. 1991, auf der Tournee mit Consolidated, waren Adams und Morrison nicht mehr dabei, dafür ein neuer Tänzer. Im Jahr darauf ging es mit Orbital und Ultramarine auf Tour, wobei diesmal ein Schlagzeuger mit auf der Bühne war.
1992 zeigte das bei Mute (Amerika) und Play It Again Sam (Europa, Japan) veröffentlichte Album Satyricon Meat Beat Manifesto mehr als eine Electronica-Band. Die Popularität in den USA hatte zu diesem Zeitpunkt die in England überholt. Ende 1993 heiratete Jack Dangers, was der eigentliche Grund – und nicht der Popularitätsschub – dafür war, dass er in der ersten Jahreshälfte 1994 von Wiltshire nach Marin County nahe San Francisco übersiedelte. Ständige Tourneen, andere Projekte, dann die Auswanderung und schließlich auch der Umstand, dass der in Swindon verbliebene Stephens nur unter Mühen am Geschehen teilhaben konnte, führten zu einer zweijährigen Produktionszeit (innerhalb derer aber immer nur wochen- oder monatsweise daran gearbeitet werden konnte) für das Nachfolgealbum und letztlich auch zu Stephens’ Ausscheiden. John Wilson nahm 1995 seinen Platz ein. Am 1996 veröffentlichten Doppelalbum Subliminal Sandwich wirkten außerdem verschiedene Gastmusiker mit, darunter der Keyboarder Mike Powell, der ein Theremin einsetzte und beim Backgroundgesang mithalf. Es war eine lose Kooperation mit der Perspektive auf längeren Zusammenhalt.
Dangers labte sich in San Francisco am Vinylplatten-Angebot der Wiederverkäufer. Innerhalb kürzester Zeit hatte er 8.000 LPs erstanden, von denen er annahm, dass er ihnen in Europa niemals hätte begegnen können. Sie wurden seine große Inspirationsquelle. Er machte sich auf diese Weise mit dem Schaffen der beiden Bassklarinettisten Eric Dolphy und Bennie Maupin vertraut und legte sich das Instrument zu (das ihm nicht völlig fremd war, denn benutzt hatte er es durchaus schon mal).
Auf Subliminal Sandwich ist vieles improvisiert, besonders auf der zweiten Disc das Stück Electric People. Die Aufnahme, die über vier Tage mit allen zufällig das Studio betretenden Leuten getätigt wurde, ist eigentlich sechs Stunden lang, ausgewählt wurde daraus der beste Teil. Insgesamt sei diese Disc jedoch „reduzierter“, „nicht so verspielt“, bekundete Dangers. Auf der ersten, von Samples, Raps, Keyboard und Beats geprägten, Disc befände sich überwiegend zwei Jahre altes Material. Nach Auffassung von Dangers kommt das Album stilistisch dem Debüt am nächsten. Obwohl es das Major-Label-Debüt bei Trent Reznors Nothing Records darstellt, erreichte es nicht den kommerziellen Erfolg der früheren Veröffentlichungen. Für einen Anschub der Verkäufe konnte auch das Lied She’s Unreal nicht sorgen, weil es nicht direkt im Film Blair Witch Project angespielt wurde, sondern nur auf dem Soundtrack Josh’s Blair Witch Mix enthalten ist.
In den 1990ern wurde Dangers zum begehrten Remixer. Seitdem arbeitete er unter anderem für Consolidated, The Shamen, David Byrne, MC 900ft Jesus, Björk, Nine Inch Nails, The Young Gods, Public Enemy, Merzbow, Coil, Orbital, David Bowie, Depeche Mode und Fun Lovin’ Criminals. Parallel dazu baute er ab 1996 zusammen mit Ben Stokes die Plattenfirma Tino Corp. auf.
1997 heuerte Dangers Lynn Farmer (Drums) an, um Actual Sounds + Voices aufzunehmen, wodurch der schon in früheren Alben geführte Flirt mit Jazzelementen prominent verstärkt wurde; auch taucht der Saxophon spielende Bennie Maupin auf. Der Titel des Anfang Oktober 1998 veröffentlichten Albums ist eine Hommage an die diesen Titel oder Titelzusatz tragenden, in den 1960/70er Jahren zu Privatfilm-Vertonungszwecken sich großer Beliebtheit erfreuenden Geräusch- und Soundeffekt-Schallplatten. Als Single wurde der Titel Prime Audio Soup ausgekoppelt, der auch aus dem Film The Matrix (und dessen Soundtrack) bekannt ist. Vor der Veröffentlichung des neuen Albums gab es im Juni 1998 eine US-Tour, die mit The Prodigy absolviert worden war. Auch nach der Veröffentlichung ging es auf Tournee, es fehlte jedoch wegen einer Operation John Wilson. Es kam – und blieb – Mark Pistel von Consolidated.
2001 legte Dangers das erste von einigen Soloalben vor, veröffentlicht auf seinem eigenen Label Tino Corp. Etwa 15 Jahre lang hatte sich Dangers mit der Wiederverarbeitung von Tonschnipseln beschäftigt, mit Beginn des neuen Jahrtausends fand er Gefallen an der Sichtung historischer Filmdokumente, aus deren Sequenzen er Videoclips montierte, von denen er die, die den Zweck eines Promotionvideos erfüllten, auf YouTube einstellte. Für Luminol kombinierte er beispielsweise früheste medizinische Aufnahmen mit Chronofotografien des ausgehenden 19. Jahrhunderts oder für Quietus verfremdete er flackernde und gelbstichige alte naturwissenschaftliche Zeitlupenstudien, analog dazu Zeitrafferstudien in Waterphone (alle drei Titel von 2010). Obwohl er seitdem nicht grundsätzlich auf Tänzer bei Liveauftritten verzichtete, übernahmen die Clips weitestgehend deren visuellen Part. Er hält die neue Form der Lied-Ergänzung sogar für effektiver, da die Clips manchmal mehr Aussagekraft hätten als die Liedtexte. Außerdem hatte er früher bereits Filme im Hintergrund laufen, die mit der Musik korrespondieren sollten, um so seine Botschaften subtiler vermitteln zu können.
2002 veröffentlichte Meat Beat Manifesto RUOK?, ein Album, das die Evolution ihrer Sounds demonstriert und den von Dangers neu erworbenen EMS Synthi 100 in den Vordergrund stellt. 2003 wurde ein Remix-Album von Storm the Studio veröffentlicht, im Januar 2004 gefolgt von …In Dub, einem Remix-Album von RUOK?. At the Center wurde am 29. Mai 2005 veröffentlicht. Als Teil des Independent-Labels Thirsty Ear’s Blue Series wurde es in Zusammenarbeit von Jack Dangers und den Jazz-Musikern Peter Gordon, Dave King, und Craig Taborn produziert.
Bestandteil des Liveprogramms, dessen Darbietung sich zunächst größtenteils auf die San Francisco Bay Area beschränkte, waren Dangers’ und Stokes’ kreative Ergebnisse in Sachen Video-Sampling. Ihrem Empfinden nach waren die Shows zu 80 Prozent visuell ausgerichtet. Die Musik untermale dies nur, erklärte Dangers. Die US-Shows bestritten Jack Dangers, Ben Stokes, Lynn Farmer und Mark Pistel, wegen der hohen Reise- und Übernachtungskosten gingen lediglich Dangers und Stokes auf Europatournee. Ab April 2008 war die Band bei Metropolis Records unter Vertrag. Dort erschien noch im selben Jahr Autoimmune und zwei Jahre später Answers Come in Dreams. Eine Single und eine EP wurden nur digital veröffentlicht.

## Bandname
Der Bandname beinhaltet eine Bezeichnung für Masturbation („to beat your meat“). Das Rowohlt Rock-Lexikon nennt es einen „versteckten Hinweis“, den Dangers dann auch nicht offenlegte. Er erklärte den Namen einmal so: Das „Fleisch“ der Musik sind die Beats und das Manifest ist der zukunftsgerichtete Blick. Ein anderes Mal legte er „Meat Beat“ als Beschaffenheit des gewählten Rhythmus aus: „Der ist sehr hart, meaty, wie wir im Slang sagen. Heavy Beat. Das Manifest hängt wiederum von den jeweiligen Songinhalten ab, bei I Got a Fear geht’s z. B. um Paranoia usw., und live gibt das eben alles zusammen wieder eine gesamte Manifestation. Du siehst also, dass im Namen überhaupt nichts Kryptisches ist.“ Wieder ein anderes Mal beharrte er darauf, dass es nur eine Aneinanderreihung von Worten sei. Auch andere existierende Bandnamen könne man nicht automatisch wörtlich nehmen. Man versuche eben, mit seinem Namen im Gedächtnis der Menschen haften zu bleiben, was mit einem Namen wie Tortoise nicht gelänge.

## Musikstil
Das anglo-amerikanische Nachschlagewerk Encyclopedia of Popular Music überschreibt seinen Eindruck von der Band mit der Bezeichnung „Post-Industrial-Tanzgruppe“. Zuerst habe man auf Storm the Studio Soundscapes aus Fernsehsendungen und Werbespots, unterlegt mit Hip-Hop-Beats und Dub-Grooves in „Cut-up“-Manier, geschaffen. 99% sei dann weniger abgehoben ausgefallen und gehe vielmehr in die aufkeimende House-Richtung. Nicht betroffen von der Veränderung seien die nach wie vor auf hohem Niveau angesiedelten Texte. Auf Satyricon gehe es um Themen wie Konsumterror und Tierrechte, ohne mit erhobenem Zeigefinger daherzukommen.
Das Rowohlt Rock-Lexikon schreibt, die Band, die „auf der Schwelle vom Post-Industrial zum Dancefloor“ gestartet sei, habe es bevorzugt, „unentschiedene Positionen“ einzunehmen, „statt auf den eigenen, stets höchst kreativen Leistungen kontinuierlich aufzubauen. Ihre abstrakten Soundscapes klangen oft zu intellektuell, um eine wirkliche Massenbasis zu erlangen.“ Nichtsdestotrotz habe die Band „unzählige Gruppen auf dem Dancefloor der Neunziger, von den Chemical Brothers bis The Prodigy“ beeinflusst. Mit 99% sei „eine drastische Richtungskorrektur zum House“ eingeleitet worden, die auf Satyricon weiter vollzogen worden sei. Die Texte seien dabei „politisch immer brisanter“ zugespitzt worden. Auf Subliminal Sandwich entdeckten die Autoren weltmusikalische Anklänge. Actual Sounds + Voices bezeichnen sie als „aggressives Jazz-Ambient-Album“. Die Kombination von House und Free Jazz auf At the Center sei eine „fruchtbare Verbindung“, heißt es in dem Artikel weiter.
Bei Allmusic wird die Musik der jeweiligen Entwicklung folgend knapp kategorisiert. Storm the Studio sei „High-Energy-Dub, Hip-Hop und Noise-Rock“. 99% bestehe aus Geräuschcollagen mit Jazz-Rhythmen. Satyricon sei Techno, während Subliminal Sandwich und Actual Sounds + Voices in die Electronica-Abteilung gehörten. RUOK? schließlich sei eine „spartanische Angelegenheit“.
Laut.de bezeichnet die Band als „die wohl untypischste Industrial-Formation der 90er Jahre“, weil sie statt dem Lärm zu frönen lieber Rhythmen findet, die zum Tanzen animieren, und verortet sie zunächst in der Post-Acid-Szene, „später in der Polit-Pop-Szene von San Francisco“.
Der Tagesspiegel fasste 2005 den Stil als krachabgewandte tanzbar-poppige Industrialband zusammen.
1989 meinte das Spex, ausgehend vom Post-Industrial/EBM habe Meat Beat Manifesto eine neue Fusion ausprobiert, nämlich die mit Hip-Hop. Es beschrieb das erste Album ausführlich: „Storm the Studio ist endlose Musik, unterteilt in durchnummerierte Tracks, ein Groove, der aufgebaut und zerstört wird, Geräusche, die sich aus dem Grundrhythmus herausschälen, eine Basslinie, die sich durch den Lärm kämpft. Die Tracks sind um ein Vielfaches schneller als alles, was man aus dem EBM-Bereich kennt, getragen mal von einem pumpenden, tiefen Funk-Bass, mal von elektronischem Stakkato-Gezucke, aber immer martialisch, was von HipHop-Freunden als „seelenlos“ charakterisiert wird und MBM auch von weißer Dancemusik abgrenzt.“
Auf eine andere Weise, und zwar mit vielen Künstlervergleichen unternahm EB/Metronom den Versuch einer Beschreibung: „Frühe Test Department, denen der Gaul durchgegangen ist, plus einem kräftigen Schuß Residents der Third Reich’n Roll-Phase, betrunkene Public Enemy und als Basis zu schnell abgespielte Cabaret Voltaire-Rough Mixes plus jeder Menge Geräuschkollagen und Samples.“ Dies wurde noch einmal zur Kurzformel „EBM + Hip Hop + Industrial“ gestaucht.
Im Gothic-Magazin Inquisita stand 1990: „Sie bieten ein infantiles Zusammengewürfel aus Boney M.-Samplings und schaudernden Horrorkaskaden, die es an jeglicher Tiefgründigkeit fehlen lassen.“ Dennoch wurde der Band „Phantasie und Ideenreichtum“ bescheinigt. Speziell auf 99% bezogen, hieß es, es seien weniger Melodien vorhanden als auf dem Vorgänger, die Raps seien gänzlich verschwunden.
Der Musikexpress hielt 99% für einen wichtigen Impuls innerhalb der House- und Dancefloor-Szene. Es würden wieder „HipHop, House, Electro, und Acid im Industrial-Kontext“ verarbeitet: „Geräuschmüll, knallharte Dance-Beats, Kommandos und sphärische Noise-Loops werden in ihrer geschickten Dramaturgie zum nervenaufreibenden HiTech-Dancefloor-Erlebnis […].“
Für Armed Audio Warfare fand EB/Metronom die Zusammenfassung: „brutalster Industrial-EBM-Hip Hop“.
Die Auskopplung Edge of No Control Pt. 2 vom Album Satyricon wurde im Musikexpress mit folgenden Worten rezensiert: „Massiver Industrial-Gitarren-Pop. Hart wie immer.“ Das in Los Angeles verlegte Musikmagazin Option hielt das Satyricon-Album für das bis dahin musikalischste, da die scheinbar willkürlichen Auszüge und Zitate aus Filmen und Werbespots immer wieder bis zur Unkenntlichkeit gesampelt und kombiniert würden, bis etwas völlig Neues herauskäme, das mit dem Ursprünglichen nichts mehr gemein habe, wodurch sie leichter konsumiert werden könnten. Denselben Ansatz verfolgend, nur etwas weiter gehend, schrieb der Musikexpress von „akribisch gebastelte[n] Sound-Collagen“, diesmal mit „konventionellen Songstrukturen“, die in die Richtung von „aufgepeppte[n] Depeche-Mode-Nummern“ gehen. Einmal bildeten dominierende „hypnotische Rhythmen“ eine Ausnahme. Metropolis Records, spätere Heimstatt der Band, hebt in ihrer Bandvorstellung das gelungene Verschmelzen von scheinbar zufälligen Tonfetzen hervor. In seiner Art, wie ein über viele Musikgenres gespannter Schirm zu fungieren, sei Satyricon bis dahin einzigartig gewesen.
Bezüglich Subliminal Sandwich stellte das Intro fest, dass statt auf dominierende Beats, die musikalische Priorität nun anders gesetzt sei. Als Stilbeschreibung diente das Kompositum „Industrial-Dancefloor-Rock“.
Laut Zillo gilt für Meat Beat Manifesto allgemein die Formel: „schizophrene Collagen aus Hip-Hop-Rhythmen und psychedelischen Sounds“. Speziell Actual Sounds + Voices betrachtet, ist im Heft die Rede von einem „gnadenlos experimentierfreudige[n] Ansatz“, der eine „Auflösung des Songgerüsts“ zur Folge habe. „Mit messerscharfen Beats, tiefergelegten Bässen und einem gnadenlosen Sample-Programm“ schaffe Actual Sounds + Voices „pop-verdächtige Momente“, die bisweilen Depeche-Mode-artig seien, schrieb der Musikexpress. Die diesmalige Ausnahme sei das Stück The Thumb, weil es richtig jazzig daherkomme. Metropolis Records sieht in diesem Werk das innovativste der Bandhistorie. Es tauchten Anleihen aus Rock, Hip-Hop, Dub, Jungle, Industrial, Dance und Jazz-Fusion auf.
Zum neunten Album …In Dub meint laut.de: „Tiefe Basslines und poppige Melodien legen die krachige Vergangenheit ad acta.“ Man knüpfe jetzt an Leftfield an.
Im Eclipsed war Off-Centre als „elektronisch manipulierter Freejazz“ ausgemacht worden. „Kaum ein Thema wird so weit ausformuliert, dass man auch nur eine vage Vorstellung von seiner Form und Struktur bekäme.“ Den vielfältigen „Andeutungen“ könne man so schwer folgen wie Millionen Schmetterlingsflügeln.
Der Etikettierung von Autoimmune mit „Dubstep“ begegnete Dangers gelassen. Es habe etwas davon, aber die Kategorisierung sei zu einfach.
Der eine Hip-Hop-Website betreibende Todd E. Jones bewertete Dangers’ Musik selbst in Kenntnis der späteren Produktionen als „elektronischen Hip Hop“, da das Fundament nun einmal Hip Hop sei. Auf 99% gebe es besonders aggressive Raps.

### Eigenangaben
Dangers mochte schon immer Jazz, Reggae, Musique concrète und Elektronische Musik. Am besten wild durcheinander, deshalb packte er bei seinen Kreationen die verschiedensten Stile zusammen. Er sagte über seine Prägung, am stärksten beeinflusst habe ihn Cabaret Voltaire, Throbbing Gristle und The Pop Group. An anderer Stelle würdigte er Cabaret Voltaire und John Cage, weil sie Bestehendes umgeworfen hätten. In einem späteren Interview nannte er seine erste gekaufte Schallplatte, Kraftwerks Trans-Europe Express, und zum wiederholten Male Cabaret Voltaire als wegweisende Hörerfahrungen. Insofern findet er es in Ordnung, dem Industrial zugeordnet zu werden. Nur wer damit Ministry, Frontline Assembly und Nine Inch Nails statt Einstürzende Neubauten, Test Dept. und SPK meine, liege falsch.

## Visuelle Aspekte

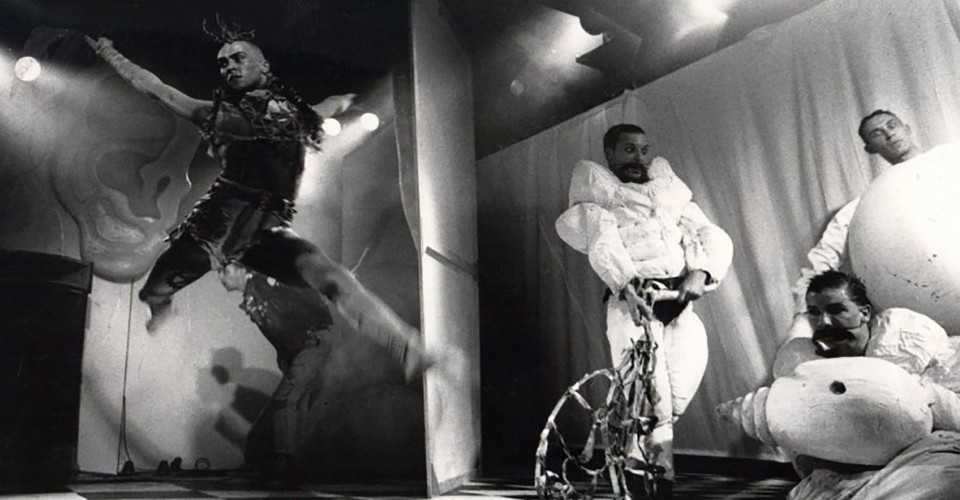
Meat Beat Manifesto im Camden Palais im Jahr 1990

Die Cover fast aller Veröffentlichungen wurden von dem New Yorker Künstler Richard Borge gestaltet.
Die Live-Show wird allgemein als intensive audio-visuelle Erfahrung beschrieben: „[Sie] schaffen […] es, eine akustische und visuelle Einheit zu präsentieren, und letztere ist wohl bei keiner anderen Band in diesem Maße wiederzufinden.“ Tänzer Marcus Adams brachte es auf den Punkt: „Unsere Musik ist eine Kombination aus mehreren Kunstelementen. Wir machen audiovisuelle Kunst.“ Tanzperformances, Video-Einspielungen, Live-DJing und eine Vielzahl an elektronischen Musikerzeugsgerätschaften ergänzten in den Anfangsjahren optisch die Musik. In den späteren Jahren trat das liedbegleitende Videosampling an die Stelle der die Blicke auf sich ziehenden Tanzdarbietung in oft ausgefallenen Kostümen.
Jack Dangers sagt von sich, er habe ein synästhetisches Empfinden,

## Diskografie

### Alben, EPs, Box-Sets
- 1989: Storm the Studio (Doppelalbum, Sweatbox)
- 1990: Armed Audio Warfare (Wax Trax! Records)
- 1990: 99% (Mute)
- 1992: Satyricon (Mute)
- 1993: Australian Tour EP (EP, inoffizieller Titel, da nur in Australien veröffentlicht und eigentlich unbetitelt, Shock Records)
- 1996: Subliminal Sandwich (Doppelalbum, Nothing Records)
- 1998: Actual Sounds + Voices (Play It Again Sam)
- 2002: RUOK? (Tino Corp.)
- 2003: Storm the Studio RMXS (Tino Corp.)
- 2004: …In Dub (Run Recordings)
- 2005: At the Center (Thirsty Ear)
- 2005: Off-Center (EP, Thirsty Ear)
- 2006: Live '05 (Live, limitiert auf zweimal 1.000 Kopien, Tino Corp., spätere „Normal“-Auflage bei Flexidisc)
- 2007: Archive Things (Doppel-CD-Kompilation von Dangers’ Frühwerken, Flexidisc)
- 2008: Autoimmune (Metropolis Records)
- 2010: Totally Together (EP, nur als Download)
- 2010: Answers Come in Dreams (Metropolis Records)
- 2012: Test EP (Box-Set, Flexidisc)
- 2018: Impossible Star (Flexidisc)
- 2019: Opaque Couché (Flexidisc)

### Singles
- 1987: Suck Hard (limitiert auf 1500 Kopien)
- 1988: I Got the Fear
- 1988: Strap Down
- 1988: Re-Animator
- 1988: Let’s Go Disco (Unter dem Alias Space Children)
- 1988: GOD O.D.
- 1989: Cuts From the New LP & CD
- 1990: Dog Star Man
- 1990: Helter Skelter/Radio Babylon
- 1990: Psyche Out
- 1991: Version Galore
- 1991: Now
- 1992: Edge of No Control
- 1992: Edge of No Control Pt. 2
- 1992: Mindstream
- 1992: Mindstream Pt. 2
- 1993: Circles
- 1993: Peel Session
- 1995: Nuclear Bomb
- 1996: Transmission
- 1996: Asbestos Lead Asbestos
- 1996: It’s the Music
- 1997: Original Fire
- 1997: Helter Skelter ’97
- 1998: Acid Again
- 1998: Prime Audio Soup
- 2000: Eccentric Objects (limitiert auf 1000 Kopien, Tino Corp.)
- 2002: Free Piece Suite
- 2002: What Does It All Mean?
- 2004: Echo in Space Dub
- 2008: Guns N Lovers (nur als Download)

## Videos
- 1989: I Got the Fear
- 1989: Strap Down
- 1990: 99%
- 1990: Psyche Out
- 1992: Edge of No Control
- 1992: Mindstream
- 1996: Asbestos Lead Asbestos
- 1997: Helter Skelter ’97
- 1998: Prime Audio Soup

Aus der Vielzahl späterer Videos:
- 2010: Luminol
- 2010: Quietus
- 2010: Waterphone
- 2010: Totally Together